# Павла
Па́вла — женское имя латинского происхождения. Образовалось от мужского Павел. Европейцами произносится как По́ла, Па́ула. Родственное Павлина (Паулина), Полина.
Православные именины (даты даны по григорианскому календарю): 16 января, 8 февраля, 23 февраля, 16 июня, 17 июня.

### Христианство
- Павла, мученица (4 июня)
- Павла Римская, святая (26 января)
- Павла, дева (3 января)
- Павла Византийская, мученица (3 июня)[2]
- Павла Кесарийская (Палестинская), мученица (10 февраля)